# 徳島市農村環境改善センター
徳島市農村環境改善センター（とくしましのうそんかんきょうかいぜんセンター）は、徳島県徳島市国府町井戸にある農業に関する施設。

## 概要
味噌・豆腐・ジャム・漬物・ジュース・タレ等の加工ができる農産加工実習室を備える市内で唯一の施設。

## 基礎データ
- 所在地：徳島市国府町井戸字高池窪48番地
- 休館日：毎週火曜日（ただし当日が休日の場合は翌日）、年末年始（12月29日〜1月3日）
- 開館時間：午前9:00〜21:00